# Паулина, принцесса Оранж-Нассау
Паулина Оранье-Нассауская (Вильгельмина Фредерика Луиза Полин Шарлотта; 1 марта 1800 — 22 декабря 1806) — принцесса Оранской династии.

## Биография
Паулина родилась в Берлине, когда её родители жили в изгнании во время оккупации Нидерландов Францией. Она была третьим ребёнком и первой дочерью короля Нидерландов Виллема I и его жены Вильгельмины Прусской. Двумя её старшими братьями были будущий король Нидерландов Виллем II и принц Фридрих Нидерландский. В 1795 году у её родителей родился ещё один мертворождённый ребёнок. Её младшая сестра Марианна родилась через четыре года после её смерти.
В 1803 году Паулина со своей семьёй переехала в родовое поместье Нассау в Германии. Здесь она впервые встретила своих бабушку и дедушку по отцовской линии. Они быстро полюбили её, и дедушка Паулины Вильгельм V прозвал её Полли. Особенно её дедушка был очень рад её видеть, потому что ни один из последних правителей Оранской династии не видел своей внучки ни разу в жизни. Во время бала в честь дня рождения отца принцессы Паулины старый тучный экс-принц танцевал с Паулиной в большом бальном зале замка. С 1804 года семья жила с Вильгельмом V в Берлине, где он купил дворец на бульваре Унтер-ден-Линден (№ 36). Дворец известен как Niederländische Palais (Нидерландский дворец). В возрасте пяти лет Паулина и её старшие братья стали проводить больше времени со своими бабушкой и дедушкой в Ораниенштейне. В августе 1806 года у её родителей родился ещё один мертворождённый сын.
Берлин был оккупирован французами 27 октября 1806 года, а Кюстрин — 1 ноября. Прусская армия под командованием Гебхарда Леберехта фон Блюхера окончательно капитулировала 7 ноября. Отец Паулины, который попал в плен после битвы при Йене и Ауэрштедте 14 октября, был освобождён.
В октябре 1806 года Паулина с матерью и братьями уехала из Берлина в Кёнигсберг, спасаясь от французских войск. С рождения у неё было слабое здоровье, вероятно, из-за тяжелых обстоятельств во время беременности её матери. По словам врачей, она страдала от какой-то нервной лихорадки. Из-за плохой погоды во время бегства из Берлина здоровье Паулины быстро ухудшилось. 15 декабря 1806 года её состояние стало критическим; она умерла спустя неделю, 22 декабря. Её мать едва можно было оторвать от смертного одра, и было много опасений за её рассудок. Согласно некоторым источникам, Паулина умерла в доме мэра, который временно приютил семью; по другим данным, она умерла во Фрайенвальде, одном из королевских прусских владений к западу от Берлина, недалеко от Одера. Это поместье занимала принцесса Фредерика Луиза Гессен-Дармштадтская, её бабушка по материнской линии.
Паулина была похоронена в поместье Фрайенвальде. Памятник работы скульптора Иоганна Готфрида Шадова был установлен только в 1813 году. Заброшенная могила была обнаружена новым владельцем Фрайенвальде Вальтером Ратенау в 1909 году. Он нашёл в поместье надгробный камень с выгравированным именем Паулина. Эта новость была немедленно сообщена королеве Нидерландов Вильгельмине, которая распорядилась эксгумировать останки. Без особых церемоний останки Полины были доставлены в Нидерланды голландским послом в Берлине бароном Геверсом и камергером Ван ден Босхом в марте 1911 года. Во время поездки бронзовый гроб был в багаже. 7 апреля 1911 года останки Полины наконец были погребены в Королевском склепе в Ньиве керке в Делфте. Текст её надгробия гласит: «Надгробие Фредерики Луизы Полины Шарлотты Вильгельмины Принцессы Оранье-Нассауской — Родилась в Берлине 1 марта 1800 — умерла во Фрайенвальде 22 декабря 1806».